# Albert Merglen
Albert Merglen (* 17. Juni 1915 in Schlettstadt; † 20. Juni 2012 in Dijon) war ein französischer General und Militärschriftsteller.

## Leben
Der Elsässer Merglen war von 1934 bis 1937 als Lehrer in Dijon tätig. Von 1937 bis 1970 war er Berufssoldat Mitglied der französischen Armee und stieg bis in den Generalsrang auf.
Nach dem Zweiten Weltkrieg war Merglen ab 1. Februar 1947 Leiter des Gouvernements Tettnang der Französischen Besatzungszone, das auch die stark zerstörte Industriestadt Friedrichshafen umfasste.
Merglen setzte sich dafür ein, dass der Flugzeugbau- und Rüstungsstandort am Bodensee nicht deindustrialisiert wurde, sondern die Zeppelin-Stiftung und die Zahnradfabrik in Friedrichshafen erhalten blieben. Schon früh engagierte sich Merglen für die deutsch-französische Freundschaft.
Bereits im Zweiten Weltkrieg veröffentlichte Merglen Schriften zum Militärwesen und zur Zeitgeschichte. Neben zahlreichen Büchern und Aufsätzen zu diesen Themen veröffentlichte er auch zwei Jugendbücher.
In Friedrichshafen wurde am 5. Juli 1994 in seinem Beisein eine bereits im Januar 1994 eröffnete Außenstelle einer staatlichen Grundschule nach ihm Albert-Merglen-Haus benannt. Die Schule war nach dem Abzug der in Friedrichshafen stationierten französischen Streitkräfte in der ehemaligen französischen Schule eingerichtet worden. Diese Schulbenennung nannte Merglen „Freude und Stolz (seines) Lebens“. 1998 entstand aus der Außenstelle die eigenständige Albert-Merglen-Schule.
1997 wurde er für seine Verdienste um die Völkerverständigung mit der zweithöchsten Stufe des französischen Verdienstordens ausgezeichnet, als er zum Großoffizier des Ordre national du Mérite ernannt wurde.

## Schriften
- Groupe franc. Récit de guerre. Arthaud, Grenoble und Paris 1943
- Mission spéciale en France.  Arthaud, Grenoble und Paris 1945
- Le Grand livre du monde. Roman d'aventures pour les jeunes. Arthaud, Grenoble 1948 (Abenteuerroman für die Jugend)
- Les deux éclaireurs de l'Ohio. Alouette des jeunes, 1960 (Jugendbuch über die Freundschaft zwischen einem jungen Franzosen und einem Indianer im Amerika von 1754)
- Eine bemerkenswerte kombinierte Operation. Luft- und Seelandung bei Lae, Neu-Guinea, am 4. und 5. September 1943. in: Wehrkunde, 9. Jahrgang 1960, S. 410–412
- Der Feldzug in Äthiopien. 1940–1941. in: Wehrwissenschaftliche Rundschau, 10. Jahrgang 1960, S. 132–138
- Der Chinesisch-Japanische Krieg. 1937–1945. in: Wehrwissenschaftliche Rundschau, 10. Jahrgang 1960, S. 363–371
- La Guerre de l'inattentu. Opérations subversives, aéroportées et amphibies. Arthaud, Grenoble 1966
- La Guerre à la française. Français, Allemands, Russes, Anglais, Américains, Japonais et Chinois en guerre. Arthaud, Grenoble 1967
- Les forces allemandes sur le front de l'Ouest en septembre 1939. (historisches Dokument veröffentlicht im Rahmen einer Dissertation von Georges Dupeux), Université de Bordeaux, Bordeaux 1969
- Histoire et avenir des troupes aéroportées. Arthaud, Grenoble 1968 (deutsche Ausgabe: Geschichte und Zukunft der Luftlandetruppen, Rombach, Freiburg im Breisgau 1970)
- La Naissance des mercenaires. Arthaud, Paris 1970 (Briefe und Tagebücher 1951–1953)
- La vérité historique. Drames et aventures de la Seconde guerre mondiale. La Pensée Universelle, Paris 1985, ISBN 2-214-06229-7
- International security and the Brezhnev doctrine. Tagungsband der Konferenz des International Security Council, Brüssel 1985. CAUSA, New York 1985 (Herausgeberschaft, gemeinsam mit William R. van Cleave)
- Novembre 1942. La grande honte. Harmattan, Paris 1993, ISBN 2-7384-2036-2
- La France pouvait continuer la guerre en Afrique Française du Nord en juin 1940. in: Espoir 514, S. 17–22 und als Miszelle in: Francia, Band 20/3 (1993), ISBN 978-3-7995-7234-7, S. 163–174 (Digitalisat)
- Quelques réflexions historiques sur l'armistice franco-germano-italien de juin 1940. in: Guerres mondiales et conflits contemporains, 45. Jahrgang 1995, Heft 177, S. 79–93
- Le parfum de l'aventure, Nouvelles de guerre et de naguère. Éd. France Europe, Nizza 2001, ISBN 2-913197-18-3
- „Nachkriegszeit in Südwürttemberg“ – Réflexions personnelles d'un ancien Gouverneur du cercle du Gouvernement militaire français en Allemagne à propos de la publication du livre de Michaela Häffner. in: Francia, Band 30/3 (2003), ISBN 3-486-56457-9, S. 183–190 (Digitalisat) [Persönliche Gedanken zu Häffners gleichnamigem Buch]